# Habib Baldé
Habib-Jean Baldé (n. 8 februarie 1985 în Saint-Vallier, Saône-et-Loire) este un fotbalist francez născut în Guineea care joacă pentru U Cluj.